# Howie B
Howie B, pseudonimo di Howard Bernstein (Glasgow, 18 aprile 1963), è un musicista e produttore discografico scozzese, che ha collaborato con musicisti dal calibro di Björk, U2, Robbie Robertson, Elisa, Tricky, Mukul Deora, The Gift e Marlene Kuntz.

## Discografia

### Album
- Music for Babies (1996)
- Turn the Dark Off (1997)
- Snatch (1999)
- Sly and Robbie drum & bass Strip to the Bone by Howie B (1999)
- Folk (2001)
- Another Late Night: Howie B (DJ mix album, 2001)
- FabricLive.05 (DJ mix album, 2002)
- Last Bingo in Paris (2004)
- Music for Astronauts and Cosmonauts (2006)
- Howie B vs Casino Royale: Not in the Face - Reale Dub Version (2008)
- Good Morning Scalene (2010)
- Down with the Dawn (2014)

### Classifica Singoli
- "Angels Go Bald: Too" (1997)
- "Switch" (1997)
- "Take Your Partner By the Hand" (1998) †

† Howie B featuring Robbie Robertson

### Remixes
- Angélique Kidjo "Agolo (How's Tricks mix)"
- Garbage "Cherry Lips (Go Baby Go!)" (Howie B remix)
- Unkle "The Time Has Come" (Howie B vs U.N.K.L.E. remix)
- Björk "Hyper-ballad" (Robin Hood Riding Through The Glen mix)
- Annie Lennox "Waiting In Vain" (Howie B Sub Aqua remix)
- Simply Red "You Make Me Believe" (Howie B remix)
- New Order "Age of Consent" (Howie B remix)
- Model 500 "The Flow" (Howie B mix)
- U2 "Discothèque" (Howie B Hairy B mix)
- Placebo "Pure Morning" (Howie B remix)
- Steve Reich "Eight Lines" (Howie B remix)
- Leftfield "Dusted" (Howie B vocal remix)
- Jeff Beck "What Mama Said" (remix)
- Serge Gainsbourg "Ballade De Melody Nelson" (Howie B remix)
- Ofeliadorme "Paranoid Park" (Howie B remix)
- Dino Sabatini [2]"Sometimes Back"  (Howie B remix)

## Produzione
- East 17 - All I Want
- Marlene Kuntz - Ricoveri Virtuali e sexy solitudini
- Tricky - Aftermath
- Tricky - Ponderosa
- Björk - Post
- Tricky - Maxinquaye
- Everything but the Girl - Flipside
- Adam Clayton & Larry Mullen, Jr. - Theme from Mission: Impossible
- U2 - Pop
- Björk - Homogenic
- Nylo - Soft Escape
- Overunit Machine - Ungod EP
- Elisa - Asile's World
- Ofeliadorme - Secret Fires
- Finister- Please, take your time.
- Casino Royale - Reale

## Partecipazioni
- Emmaus Mouvement – Emmaus Mouvement 50th anniversary record (1999)